# Сан-Карлос (индейская резервация)
Сан-Карлос (англ. San Carlos Apache Indian Reservation) — индейская резервация, расположенная в юго-восточной части штата Аризона, США. Является самой большой из нескольких резерваций, в которых проживают апачи.

## История
Резервация была создана 14 декабря 1872 года указом президента США Улисса Гранта для западных апачей. В середине 1870-х годов американские власти решили сконцентрировать индейские племена на ограниченных территориях, находящимися под полным контролем армии США. Фрэнсис Уокер, глава Бюро по делам индейцев, игнорируя различия и противоречия между племенами, распорядился переселить всех апачей в две резервации — Сан-Карлос в Аризоне и Мескалеро в Нью-Мексико.
В марте 1875 года правительство США закрыло также резервацию явапаев Кэмп-Верде, и отправило её жителей в резервацию апачей Сан-Карлос. 375 из 1 400 явапаев погибли в пути, длинной 290 км. В том же году, из-за инцидента произошедшего между индейским агентом и капитаном американской армии, Индейское бюро приказало перевести 1 800 койотеро-апачей (апачи Уайт-Маунтин) в Сан-Карлос и поселить вместе с аривайпа, пиналеньо, тонто и явапаями. Несмотря на возражения генерала Джорджа Крука, позднее в Сан-Карлос депортировали и чирикауа-апачей.
В конце 1870-х резервация представляла собой бесплодную и перенаселённую территорию, разъедаемую межплеменной враждой и коррупцией индейских агентов и различных чиновников, обитатели которой страдали от многочисленных болезней и недоедания. Первый лейтенант армии США Бриттон Дэвис впоследствии назвал её «сорок акров ада», а писатель Оуэн Уистер отозвался о ней так — „...Возьмите валуны, золу и колючки, разбросайте под камнями скорпионов и змей, раскалите скалы докрасна, разместите там солдат, стерегущих апачей, и вы получите Сан-Карлос“.
Чирикауа неоднократно покидали резервацию и в 1886 году были отправлены во Флориду, в военную тюрьму в Форт-Пикенс. К началу 1900-х годов явапаи начали уходить из Сан-Карлос и просили американских чиновников разрешить им жить в первоначальной резервации Кэмп-Верде, которая размещалась на их традиционных землях.
После принятия закона Уилера — Говарда различные племена западных апачей, оставшиеся в резервации,  сформировали правительство и получили федеральное признание как нация Сан-Карлос. Гренвилл Гудвин, антрополог, который жил с западными апачами с конца 1920-х годов, помог им сформировать своё правительство в соответствии с новым законом, чтобы получить больше суверенитета.

## География
Резервация расположена в юго-восточной части штата Аризона. Территория Сан-Карлос охватывает часть округов Грейам, Хила и Пинал. Сан-Карлос — десятая по площади индейская резервация в США.
Общая площадь резервации составляет 7 579,347 км², из них 7 516,878 км² приходится на сушу и 62,469 км² — на воду. Административным центром резервации является статистически обособленная местность Сан-Карлос. Значительная часть территории резервации приходится на пустыни и плато с сосновыми лесами и горными лугами. В результате строительства плотины Кулидж, которой управляет Бюро по делам индейцев, было образовано озеро Сан-Карлос, являющееся вторым по величине водоёмом в Аризоне.

## Демография
По состоянию на август 2014 года в племени сан-карлос-апачи насчитывалось 15 393 члена. По состоянию на 2018 год в резервации проживало примерно от 9 945 до 10 945 человек.
Согласно переписи населения США 2010 года, средний годовой доход домохозяйства в Сан-Карлос составляет примерно 27 542 доллара. Около 49,2 % людей живут за чертой бедности, а 36,7 % являются безработными.
Согласно федеральной переписи населения 2020 года в резервации проживало 10 251 человек, насчитывалось 2 584 домашних хозяйств и 2 545 жилых домов. Средний доход на одно домашнее хозяйство в индейской резервации составлял 34 583 доллара США. Около 44,6 % всего населения находились за чертой бедности, в том числе 55,1 % тех, кому ещё не исполнилось 18 лет, и 28,1 % старше 65 лет.
Расовый состав распределился следующим образом: белые — 86 чел., афроамериканцы — 4 чел., коренные американцы (индейцы США) — 10 000 чел., азиаты — 0 чел., океанийцы — 6 чел., представители других рас — 38 чел., представители двух или более рас — 117 человек; испаноязычные или латиноамериканцы любой расы составили 228 человек. Плотность населения составляла 1,35 чел./км².